# جاستن روبنسون (موسيقي)
جاستن روبنسون (بالإنجليزية: Justin Robinson)‏ هو موسيقي أمريكي، ولد في 14 أغسطس 1968 في مانهاتن في الولايات المتحدة.

## وصلات خارجية
- جاستن روبنسون على موقع ميوزك برينز (الإنجليزية)
- جاستن روبنسون على موقع أول ميوزيك (الإنجليزية)
- جاستن روبنسون على موقع ديسكوغز (الإنجليزية)